# Vallès Oriental

Comarca Vallès Oriental

Vallès Oriental este o comarcă, din provincia Barcelona în regiunea Catalonia (Spania).
1. ↑   http://www.vallesoriental.cat/la-comarca/la-comarca-en-xifres/ Lipsește sau este vid: |title= (ajutor)